# I Saw You Dancing
«I Saw You Dancing» (en español: Te vi bailando) es una canción del grupo sueco Yaki-Da. Fue lanzada en 1994 como el sencillo principal de su primer álbum de estudio: Pride, publicado en 1995.
Escrita y producida por Jonas Berggren, líder de Ace of Base, fue un éxito número uno en Grecia y entró a los 10 primeros en Canadá, Dinamarca, Finlandia, Islandia, Israel, Malasia y Noruega.

## Crítica
Recibió críticas favorables de la mayoría de los críticos musicales. La revista paneuropea Music & Media señaló: «Bookers, aquí está el que debe poner todo su dinero. Escrita por Joker de Ace Of Base, está en el famoso molde del reggae pop con un toque de ABBA y otros ganadores anteriores de Eurovisión».
John Bush de AllMusic dijo que: «el grupo sigue la misma ruta dance-pop chicle que Ace of Base en la canción». Larry Flick de Billboard la llamó «un dulce pequeño y soleado. El alegre dúo femenino sueco causa una excelente primera impresión con una confección pop brillante y arrastrada, que lleva con orgullo las huellas dactilares del mentor Jonas Berggren de Ace of Base. La pista gana con una melodía simple pero memorable, que florece en un coro arremolinado y armonioso». Dave Sholin de Gavin Report comentó que: «es fácil engancharse con esta melodía quejumbrosa. Pop cien por ciento puro es exactamente lo que uno esperaría de Jonas Berggren de Ace of Base, quien produjo esta canción. Es fácil escuchar que la misión se ha cumplido». Chuck Campbell de E. W. Scripps Company lo señaló como: «un sencillo muy parecido a ABBA». James Hunter de Vibe lo describió como: «pop disco latino».

## Videoclip
El video musical inicia con un bailarín caminando por la playa durante el ocaso, que encuentra un medallón con la letra «y» grabada y luego Linda y Marie, vestidas de negro, caminan por la orilla junto a un faro.
En la noche, un grupo de artistas circenses y músicos están de fiesta. Yaki-Da cantan en lo alto del faro, entran al agua con vestidos brillantes y observan a malabaristas con antorchas, mientras el bailarín visita a una tarotista, pone el medallón sobre la mesa y ella usando la baraja Visconti-Sforza le profetiza La Muerte. Al amanecer, las mujeres caminan al mar aparentemente revelando ser sirenas y el bailarín las observa; ellas le devuelven la mirada y él vacilante da un paso adelante.
El videoclip fue subido a YouTube de manera oficial en diciembre de 2011 y llevaba registrado más de 56 millones de visualizaciones, hasta diciembre de 2024.
Tuvo mucho éxito en las listas de varios continentes y sigue siendo el mayor éxito del grupo hasta la fecha. Alcanzó su punto máximo entre los 10 primeros en Dinamarca, Finlandia, Islandia, Israel, Malasia y Noruega. En Canadá también subió al número 10 en la lista RPM Dance/Urban y al 62 en la lista RPM Top Singles. En Grecia alcanzó el número1 en Radio Star FM.
En Suecia, su país de origen, alcanzó el puesto 32 y en el European Hot 100 Singles llegó al 97. En los Estados Unidos el sencillo logró alcanzar el número 54 en el Billboard Hot 100, el 11 en la lista Hot Dance Club Play y el puesto 41 en la lista Cash Box Top 100 Pop Singles.

## Posicionamiento en listas
| Lista (1995)                          | Máxima posición |
| ------------------------------------- | --------------- |
| Alemania (Offizielle Deutsche Charts) | 65              |
| Canadá Top Singles (RPM)              | 62              |
| Canadá (Dance/Urban RPM)              | 10              |
| Dinamarca (Tracklisten)               | 7               |
| Estados Unidos (Hot Dance Club Songs) | 11              |
| Estados Unidos (Billboard Hot 100)    | 54              |
| Estados Unidos (Cash Box Top 100)     | 41              |
| Europa (Eurochart Hot 100 Singles)    | 97              |
| Finlandia (OFC)                       | 10              |
| Grecia (Radio Star FM)                | 1               |
| Israel (IBA)                          | 3               |
| Islandia (Íslenski Listinn Topp 40)   | 6               |
| Noruega (VG-lista)                    | 7               |
| Suecia (Sverigetopplistan)            | 32              |